# The Adventures of Rad Gravity
The Adventures of Rad Gravity es un videojuego de plataformas para la Nintendo Entertainment System publicado por Activision en 1990. Este fue desarrollado por Interplay Productions. El juego posee un argumento absurdo en el cual el personaje epónimo principal explora los múltiples planetas y luchando a enemigos mientras salta a través de los niveles.
La historia fue que en el futuro lejano, los seres humanos colonizaron muchos planetas y establecieron un tipo de biotecnología, la cual eran seres sensibles llamados Compuminds, los cuales podrían comunicarse rápidamente de mundo a mundo. El villano del juego había clausurado a todos los Compuminds y ocutado. Finalmente uno de los Compuminds, llamado Kakos, fue encontrado. Rad Gravity es el nombre del héroe del juego. Juntos, Rad y Kakos deben encontrar los ocho Compuminds perdidos, en cada uno de los ocho planetas únicos. Allí estaba el mundo ciberpunk de Cyberia de la selva verde y el mundo de la selva verde de Effluvia.
El videojuego se caracterizó por el planeta Turvia, donde la gravedad funciona al revés. En ese nivel el protagonista se dibujó al revés, como estaban los enemigos y toda la pantalla.